# Tellina inaequistriata
Tellina inaequistriata is een tweekleppigensoort uit de familie van de Tellinidae. De wetenschappelijke naam van de soort is voor het eerst geldig gepubliceerd in 1802 door Donovan.